# Birkenhof (Wirsberg)
Birkenhof  (oberfränkisch: Beagnhuf) ist ein Gemeindeteil des Marktes Wirsberg im oberfränkischen Landkreis Kulmbach in Bayern. Birkenhof liegt in der Gemarkung Neufang.

## Lage
Der Weiler liegt auf einer Hochebene und ist von Acker- und Grünland umgeben. Die Kreisstraße KU 22 führt nach Kupferberg zur Bundesstraße 289 (1,5 km nordwestlich) bzw. nach Neufang (1,2 km südöstlich).

## Geschichte
Der Ort wurde im Jahr 1406 als Hof zur „Pirkech“ erstmals urkundlich erwähnt, 1533 wurde der Ort „Pirkenhof“ genannt. Der dem Ortsnamen zugrundeliegende Flurname bedeutet Birkenwald.
Birkenhof gehörte zur Realgemeinde Neufang. Gegen Ende des 18. Jahrhunderts bestand Birkenhof aus vier Anwesen. Das Hochgericht sowie die Grundherrschaft über die vier Halbhöfe übte das bayreuthische Vogteiamt Wirsberg aus.
Von 1797 bis 1810 unterstand Birkenhof dem Justiz- und Kammeramt Kulmbach. Mit dem Gemeindeedikt wurde der Ort dem 1811 gebildeten Steuerdistrikt Wirsberg und der im selben Jahr gebildeten Munizipalgemeinde Wirsberg zugewiesen. 1812 erfolgte die Überweisung an das Steuerdistrikt und Ruralgemeinde Neufang. Am 1. April 1971 wurde Birkenhof in die Gemeinde Wirsberg eingegliedert.

### Baudenkmäler
- Neufang 25: ehemaliges Wohnstallhaus

### Einwohnerentwicklung
| Jahr      | 001818 | 001861 | 001871 | 001885 | 001900 | 001925 | 001950 | 001961 | 001970 | 001987 |
| Einwohner | 28     | 32     | 31     | 27     | 31     | 39     | 32     | 22     | 26     | 22     |
| Häuser    | 7      |        |        | 4      | 4      | 4      | 4      | 4      |        | 4      |
| Quelle    | [ 8 ]  | [ 11 ] | [ 12 ] | [ 13 ] | [ 14 ] | [ 15 ] | [ 16 ] | [ 17 ] | [ 18 ] | [ 1 ]  |

## Religion
Birkenhof ist seit der Reformation evangelisch-lutherisch geprägt und nach St. Johannis gepfarrt.